# حضورا
حضورا من أهم القبائل البائدة، وورد ذكرهم في القرآن الكريم باسم أصحاب الرس، وكانوا يعبدون الأوثان، فأرسل الله لهم النبي شعيب ولكنهم لم يصدقوا به، فنزل عليهم العقاب.

## موطنهم
يروي الأخباريون أن «حضورا» من نسل قحطان، وكانوا يقيمون بالرس، والمقصود بالرس إمّا موضع بحضرموت أو اليمامة، أو مكان كانت فيه ديار بعض من ثمود،ويرى الهمذاني بأن الرس تقع بناحية «صيهد»، وهي بلدة ما بين بيجان ومأرب والجوف، فنجران فالعقيق فالدهناء، فراجعًا إلى حضرموت، ومعنى كلمة الرس أي: «البئر القليلة الماء»،وذكر اليعقوبي أن الرس بين العراق والشام إلى حد الحجاز.

## ذكرهم في القران
ربط القرآن الكريم بين أصحاب الرس وبين عاد وثمود مرة، وبينهم وبين قوم نوح وثمود مرة أخرى، واختلف المفسرون في النبي المرسل إليهم من رب العالمين، ففريق يرى أنه «شعيب بن ذي مهرع» أو مهدم، ومسجده اليوم في رأس جبل حدة حضور بن عدي، ويعرف رأس الجبل ببيت خولان،وفريق آخر يرى أنه «خالد بن سنان»، وتحدث عنه الرسول صلى الله عليه وسلم، فقال: «ذاك نبي ضيعه قومه»، أما الفريق الثالث يرى أنه «حنظلة بن صفوان»، وقد وجد عند قبره هذه الكتابة «أنا حنظلة بن صفوان، أنا رسول الله، بعثني الله إلى حمير وهمدان والعريب من أهل اليمن فكذبوني وقتلوني».